# Lundsidenmossa
Lundsidenmossa (Plagiothecium nemorale) är en bladmossart som beskrevs av Georg Friedrich von Jaeger 1878. Enligt Catalogue of Life ingår Lundsidenmossa i släktet sidenmossor och familjen Plagiotheciaceae, men enligt Dyntaxa är tillhörigheten istället släktet sidenmossor och familjen Plagiotheciaceae. Enligt den finländska rödlistan är arten nära hotad i Finland. Arten är reproducerande i Sverige. Artens livsmiljö är fuktiga lundar. Inga underarter finns listade i Catalogue of Life.

## Bildgalleri

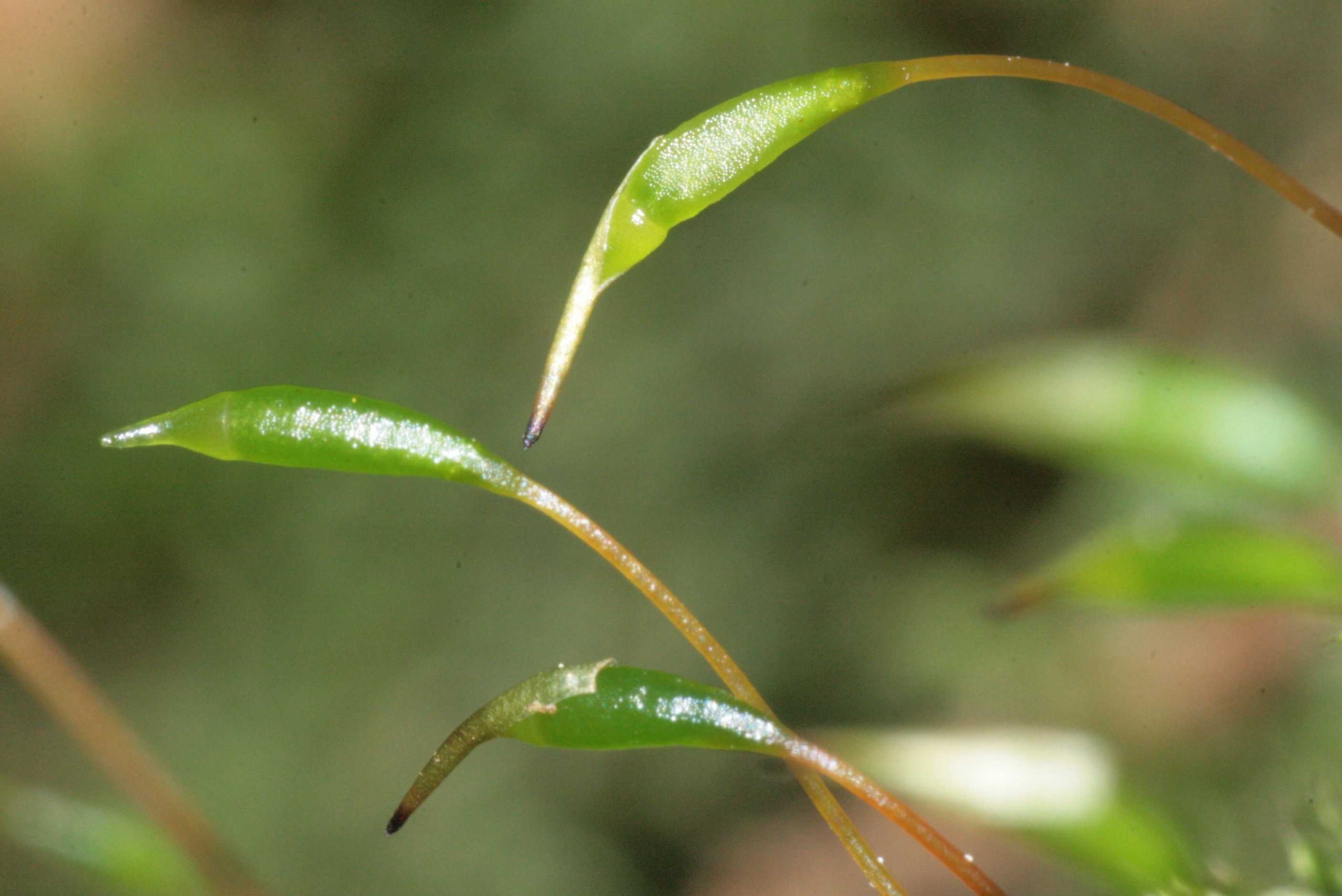
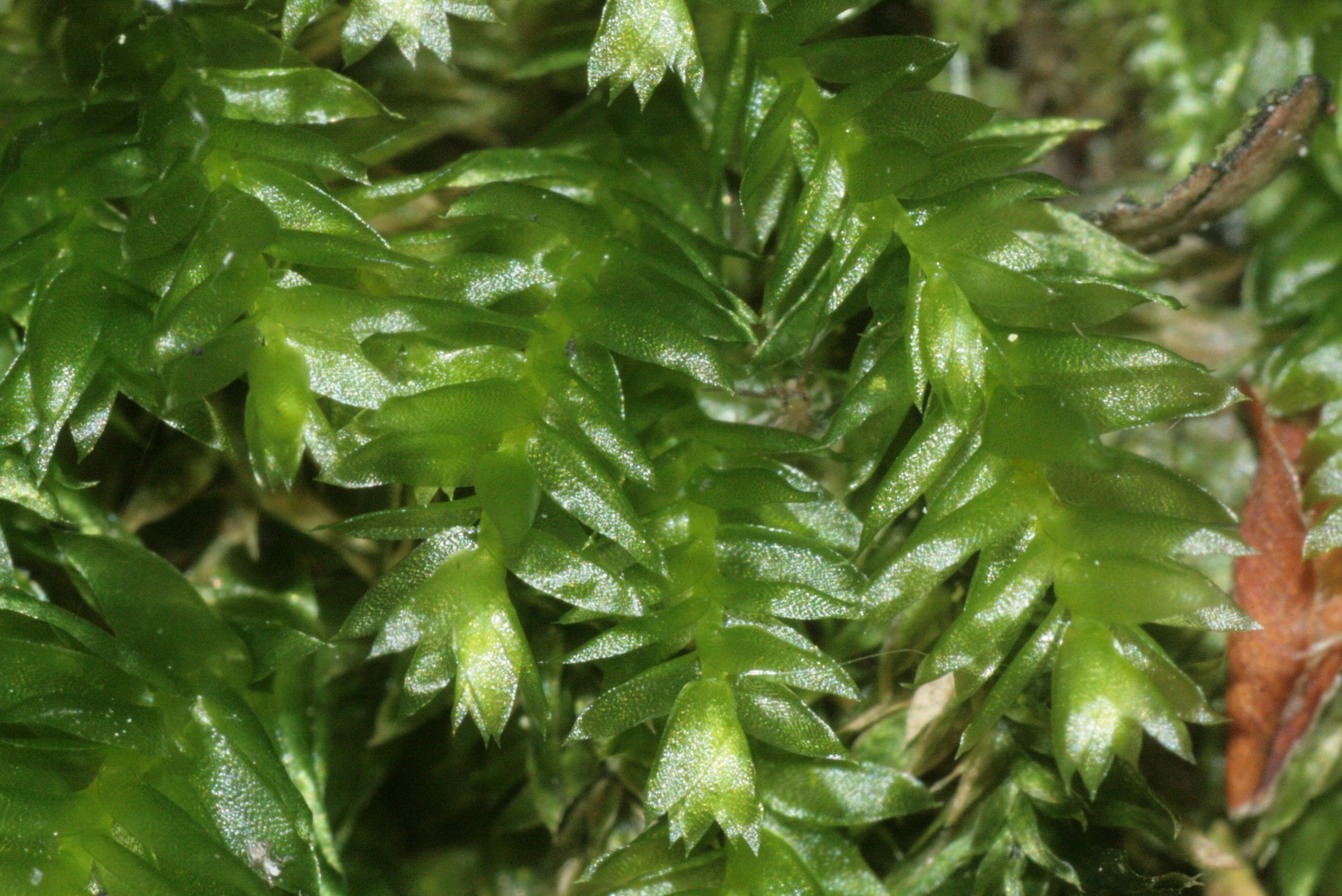
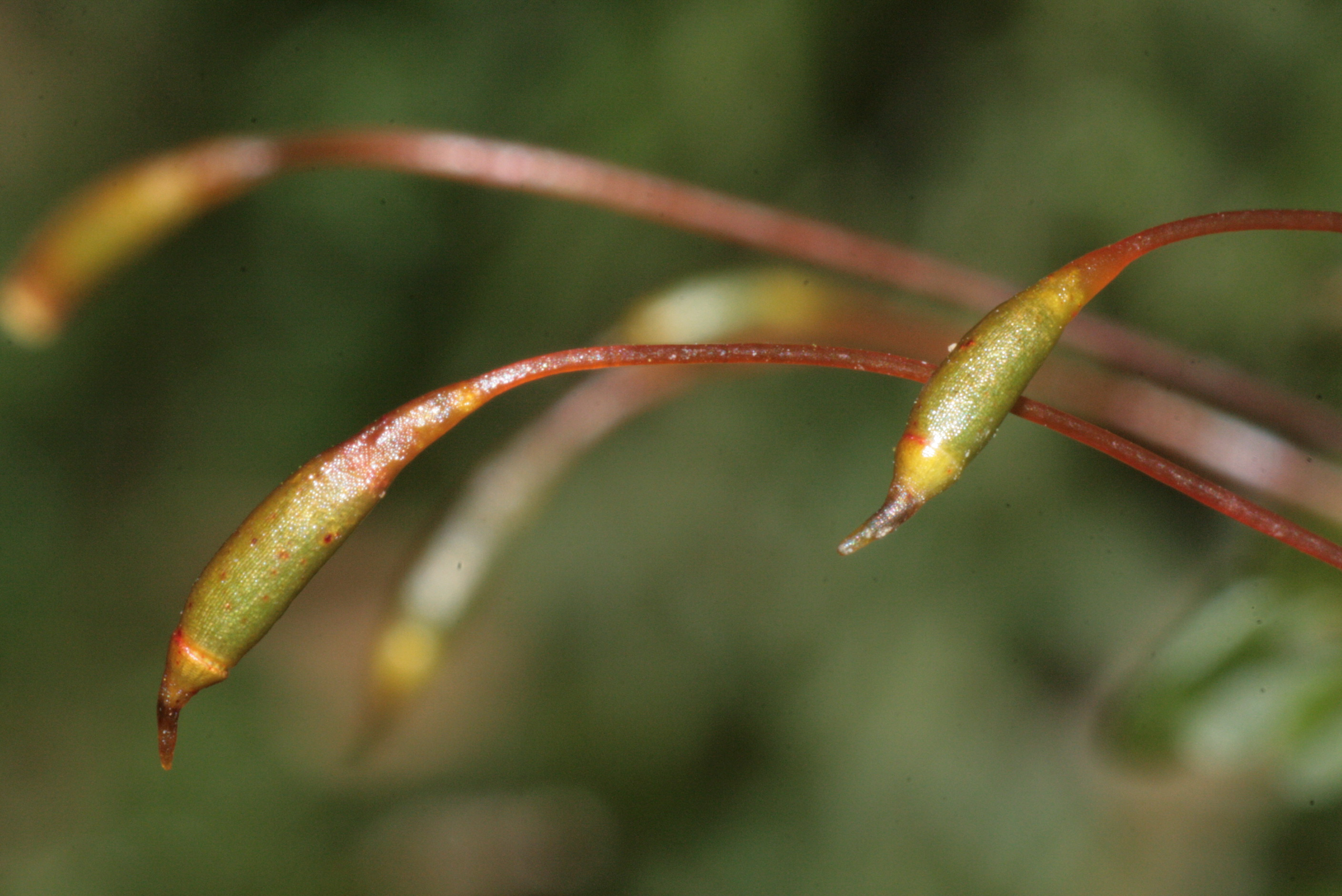
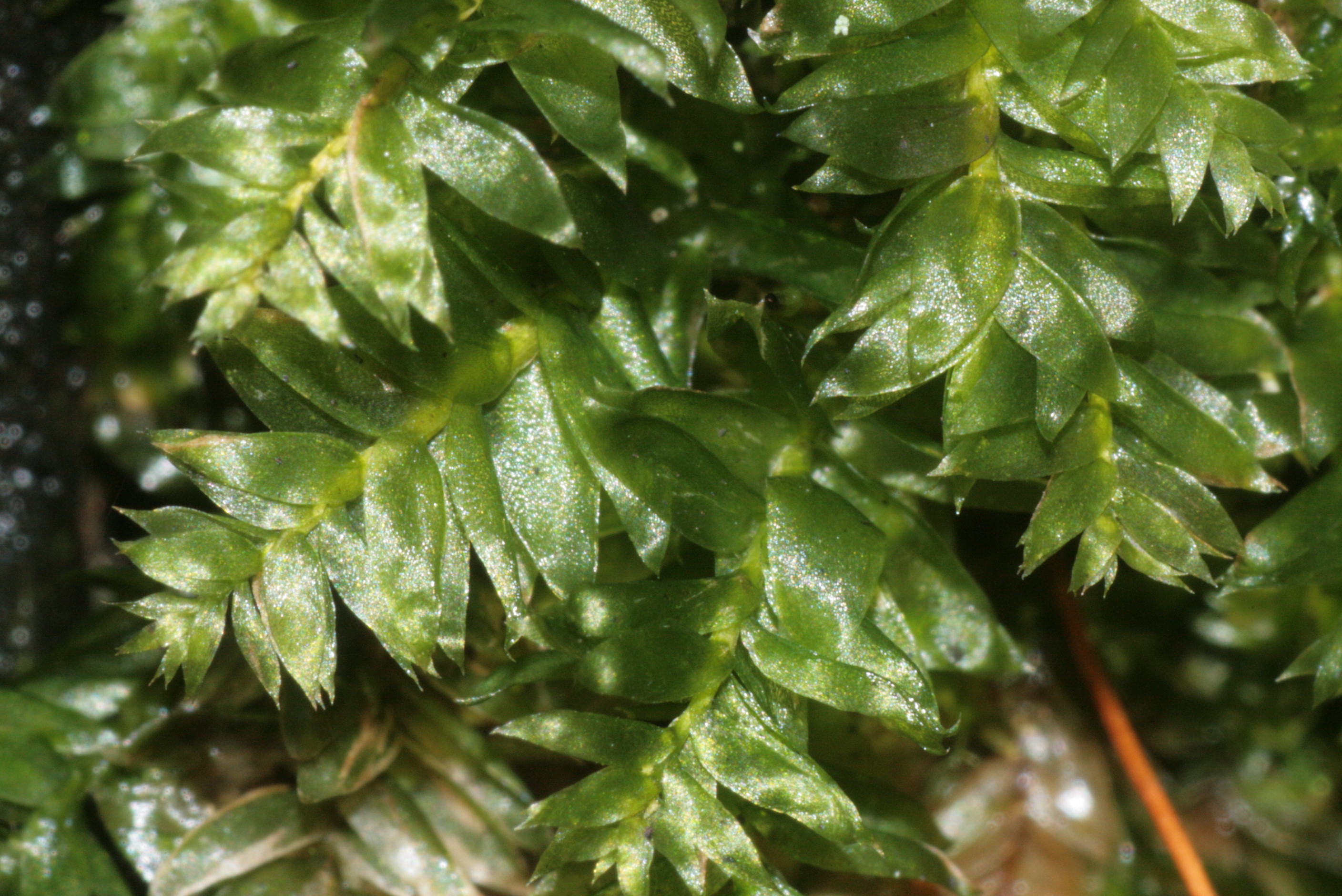